# Indian Wells Masters

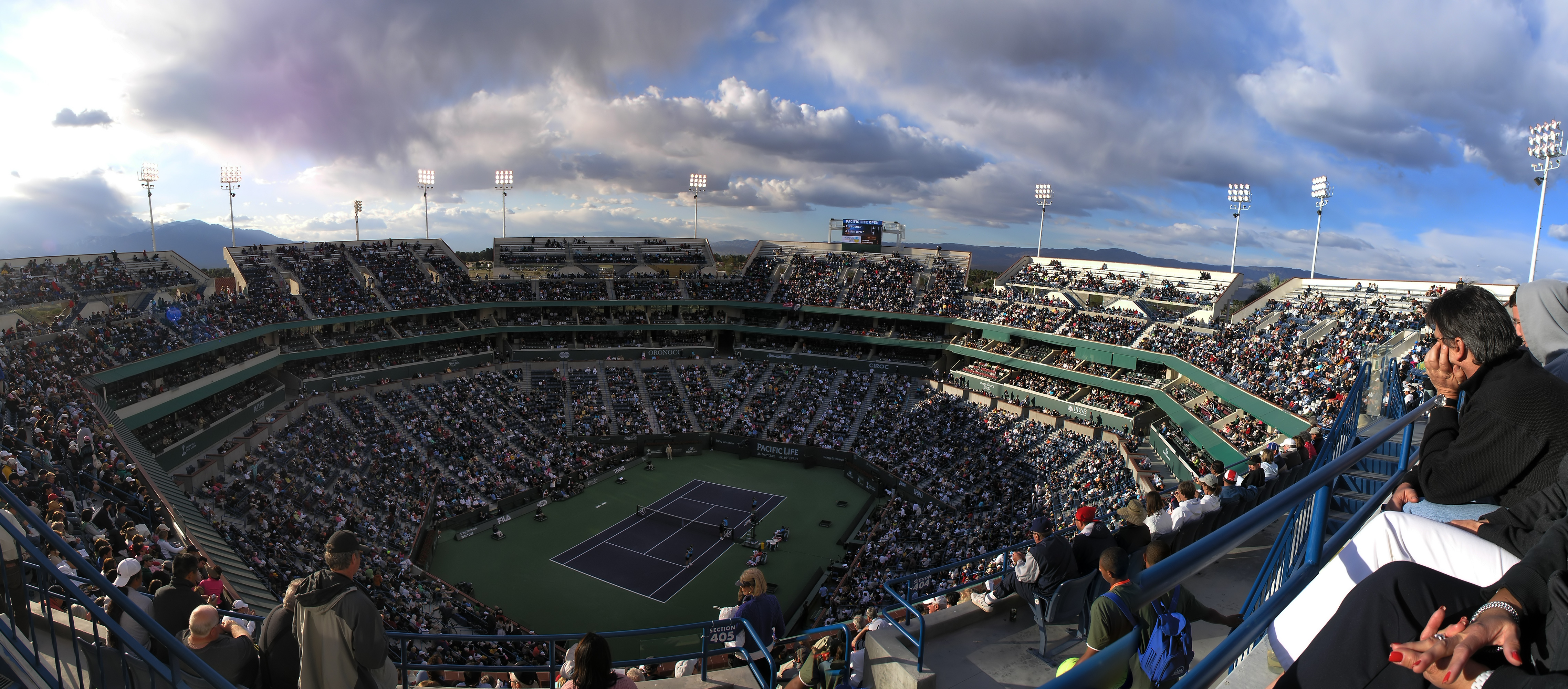
Center Court im Indian Wells Tennis Garden

Das Indian Wells Masters (offiziell BNP Paribas Open) ist ein Herren-Tennisturnier, das jährlich im März in Indian Wells, Kalifornien, abgehalten wird. Es ist im Turnierkalender das erste Turnier der Kategorie ATP Tour Masters 1000. Seit 1996 wird es zeitgleich mit dem Damenturnier am selben Ort ausgetragen. Mit 96 Spielern in der Einzelkonkurrenz (seit 2004) ist es in den letzten Jahren zu einem der größten Ereignisse auf der ATP Tour geworden; nur das Masters-Turnier in Miami, das eine Woche später stattfindet, besaß lange Zeit ein ebenso großes Feld, 2023 wurden das Teilnehmerfeld auch bei anderen Masters-Turnieren erweitert. Diese Turniere sind die einzigen ATP-Turniere, die aufgrund der Teilnehmerzahl länger als eine Woche dauern; sie sind nach den vier Grand-Slam-Turnieren die größten Tennisveranstaltungen weltweit. Der Gewinn beider Turniere – in Miami und Indian Wells – wird als Sunshine Double bezeichnet.
Die Partien werden über zwei Gewinnsätze (best of three) ausgetragen. Von 1985 bis 2001 sowie 2005 und 2006 wurde im Finale noch best of five (drei Gewinnsätze) gespielt.

## Geschichte
Erstmals wurde das Turnier 1974 ausgetragen, bis 1976 noch als ein non-tour-event. Von 1977 bis zum Ende der 1980er-Jahre war es Bestandteil des Grand Prix Tennis Circuit, dem Vorgänger der ATP Tour, deren fester Bestandteil das Turnier ab 1990 war. Seit Beginn ist es Teil der höchsten Turnierkategorie, der Masters-Serie. Der Veranstaltungsort, der Indian Wells Tennis Garden, ist die zweitgrößte permanente Tennisanlage der Welt, der Center Court bietet 16.100 Zuschauern Platz. Insgesamt stehen 29 Felder zur Verfügung.
Die Tennisspieler Charlie Pasarell und Raymond Moore gründeten das Turnier; ersterer war bis 2012 auch Turnierdirektor. 2009 verkauften die beiden das Turnier an den Geschäftsmann und Philanthropen Larry Ellison. Seit 2017 fungiert Tommy Haas als Turnierdirektor.
Vor 1987 wurde das Turnier in anderen kalifornischen Städten wie La Quinta, Rancho Mirage, Palm Springs und Tucson in Arizona ausgetragen. Die Popularität und die dadurch steigenden Besucherzahlen machten jedes Mal einen Umzug in eine größere Anlage notwendig.
Die Austragung im Jahr 2020 wurde aufgrund der COVID-19-Pandemie abgesagt und war damit die erste Ausgabe, die seit der Gründung des Turniers ausfiel.

## Siegerliste
Rekordsieger des Turniers sind mit je fünf Titeln Novak Đoković und Roger Federer, mit jeweils drei Titeln folgen Rafael Nadal, Jimmy Connors und Michael Chang. Das Indian Wells Masters findet zeitlich unmittelbar vor dem Miami Masters statt.

### Einzel
| Austragungsort | Jahr | Sieger                                     | Finalgegner                                | Ergebnis                                   |
| -------------- | ---- | ------------------------------------------ | ------------------------------------------ | ------------------------------------------ |
| Indian Wells   | 2025 | Jack Draper                                | Holger Rune                                | 6:2, 6:2                                   |
| Indian Wells   | 2024 | Carlos Alcaraz (2)                         | Daniil Medwedew                            | 7:65, 6:1                                  |
| Indian Wells   | 2023 | Carlos Alcaraz (1)                         | Daniil Medwedew                            | 6:3, 6:2                                   |
| Indian Wells   | 2022 | Taylor Fritz                               | Rafael Nadal                               | 6:3, 7:65                                  |
| Indian Wells   | 2021 | Cameron Norrie                             | Nikolos Bassilaschwili                     | 3:6, 6:4, 6:1                              |
| Indian Wells   | 2020 | abgesagt                                   | abgesagt                                   | abgesagt                                   |
| Indian Wells   | 2019 | Dominic Thiem                              | Roger Federer                              | 3:6, 6:3, 7:5                              |
| Indian Wells   | 2018 | Juan Martín del Potro                      | Roger Federer                              | 6:4, 6:78, 7:62                            |
| Indian Wells   | 2017 | Roger Federer (5)                          | Stan Wawrinka                              | 6:4, 7:5                                   |
| Indian Wells   | 2016 | Novak Đoković (5)                          | Milos Raonic                               | 6:2, 6:0                                   |
| Indian Wells   | 2015 | Novak Đoković (4)                          | Roger Federer                              | 6:3, 6:75, 6:2                             |
| Indian Wells   | 2014 | Novak Đoković (3)                          | Roger Federer                              | 3:6, 6:3, 7:63                             |
| Indian Wells   | 2013 | Rafael Nadal (3)                           | Juan Martín del Potro                      | 4:6, 6:3, 6:4                              |
| Indian Wells   | 2012 | Roger Federer (4)                          | John Isner                                 | 7:67, 6:3                                  |
| Indian Wells   | 2011 | Novak Đoković (2)                          | Rafael Nadal                               | 4:6, 6:3, 6:2                              |
| Indian Wells   | 2010 | Ivan Ljubičić                              | Andy Roddick                               | 7:63, 7:65                                 |
| Indian Wells   | 2009 | Rafael Nadal (2)                           | Andy Murray                                | 6:1, 6:2                                   |
| Indian Wells   | 2008 | Novak Đoković (1)                          | Mardy Fish                                 | 6:2, 5:7, 6:3                              |
| Indian Wells   | 2007 | Rafael Nadal (1)                           | Novak Đoković                              | 6:2, 7:5                                   |
| Indian Wells   | 2006 | Roger Federer (3)                          | James Blake                                | 7:5, 6:3, 6:0                              |
| Indian Wells   | 2005 | Roger Federer (2)                          | Lleyton Hewitt                             | 6:2, 6:4, 6:4                              |
| Indian Wells   | 2004 | Roger Federer (1)                          | Tim Henman                                 | 6:3, 6:3                                   |
| Indian Wells   | 2003 | Lleyton Hewitt (2)                         | Gustavo Kuerten                            | 6:1, 6:1                                   |
| Indian Wells   | 2002 | Lleyton Hewitt (1)                         | Tim Henman                                 | 6:1, 6:2                                   |
| Indian Wells   | 2001 | Andre Agassi                               | Pete Sampras                               | 7:65, 7:5, 6:1                             |
| Indian Wells   | 2000 | Àlex Corretja                              | Thomas Enqvist                             | 6:4, 6:4, 6:3                              |
| Indian Wells   | 1999 | Mark Philippoussis                         | Carlos Moyá                                | 5:7, 6:4, 6:4, 4:6, 6:2                    |
| Indian Wells   | 1998 | Marcelo Ríos                               | Greg Rusedski                              | 6:3, 6:715, 7:64, 6:4                      |
| Indian Wells   | 1997 | Michael Chang (3)                          | Bohdan Ulihrach                            | 4:6, 6:3, 6:4, 6:3                         |
| Indian Wells   | 1996 | Michael Chang (2)                          | Paul Haarhuis                              | 7:5, 6:1, 6:1                              |
| Indian Wells   | 1995 | Pete Sampras (2)                           | Andre Agassi                               | 7:5, 6:3, 7:5                              |
| Indian Wells   | 1994 | Pete Sampras (1)                           | Petr Korda                                 | 4:6, 6:3, 3:6, 6:3, 6:2                    |
| Indian Wells   | 1993 | Jim Courier (2)                            | Wayne Ferreira                             | 6:3, 6:3, 6:1                              |
| Indian Wells   | 1992 | Michael Chang (1)                          | Andrei Tschesnokow                         | 6:3, 6:4, 7:5                              |
| Indian Wells   | 1991 | Jim Courier (1)                            | Guy Forget                                 | 4:6, 6:3, 4:6, 6:3, 7:64                   |
| Indian Wells   | 1990 | Stefan Edberg                              | Andre Agassi                               | 6:4, 5:7, 7:61, 7:66                       |
| Indian Wells   | 1989 | Miloslav Mečíř                             | Yannick Noah                               | 3:6, 2:6, 6:1, 6:2, 6:3                    |
| Indian Wells   | 1988 | Boris Becker (2)                           | Emilio Sánchez                             | 7:5, 6:4, 2:6, 6:4                         |
| Indian Wells   | 1987 | Boris Becker (1)                           | Stefan Edberg                              | 6:4, 6:4, 7:5                              |
| La Quinta      | 1986 | Joakim Nyström                             | Yannick Noah                               | 6:1, 6:3, 6:2                              |
| La Quinta      | 1985 | Larry Stefanki                             | David Pate                                 | 6:1, 6:4, 3:6, 6:3                         |
| La Quinta      | 1984 | Jimmy Connors (3)                          | Yannick Noah                               | 6:2, 6:77, 6:3                             |
| La Quinta      | 1983 | José Higueras                              | Eliot Teltscher                            | 6:4, 6:2                                   |
| La Quinta      | 1982 | Yannick Noah                               | Ivan Lendl                                 | 6:4, 2:6, 7:5                              |
| La Quinta      | 1981 | Jimmy Connors (2)                          | Ivan Lendl                                 | 6:3, 7:6                                   |
| Rancho Mirage  | 1980 | ab dem Halbfinale wegen Regens abgebrochen | ab dem Halbfinale wegen Regens abgebrochen | ab dem Halbfinale wegen Regens abgebrochen |
| Rancho Mirage  | 1979 | Roscoe Tanner (2)                          | Brian Gottfried                            | 6:4, 6:2                                   |
| Palm Springs   | 1978 | Roscoe Tanner (1)                          | Raúl Ramírez                               | 6:1, 7:6                                   |
| Palm Springs   | 1977 | Brian Gottfried                            | Guillermo Vilas                            | 2:6, 6:1, 6:3                              |
| Palm Springs   | 1976 | Jimmy Connors (1)                          | Roscoe Tanner                              | 6:4, 6:4                                   |
| Tucson         | 1975 | John Alexander                             | Ilie Năstase                               | 7:5, 6:2                                   |
| Tucson         | 1974 | John Newcombe                              | Arthur Ashe                                | 6:3, 7:6                                   |

### Doppel
| Austragungsort | Jahr | Sieger                                     | Finalgegner                                | Ergebnis                                   |
| -------------- | ---- | ------------------------------------------ | ------------------------------------------ | ------------------------------------------ |
| Indian Wells   | 2025 | Marcelo Arévalo Mate Pavić                 | Sebastian Korda Jordan Thompson            | 6:3, 6:4                                   |
| Indian Wells   | 2024 | Wesley Koolhof Nikola Mektić (2)           | Marcel Granollers Horacio Zeballos         | 7:62, 7:64                                 |
| Indian Wells   | 2023 | Rohan Bopanna Matthew Ebden                | Wesley Koolhof Neal Skupski                | 6:3, 2:6, [10:8]                           |
| Indian Wells   | 2022 | John Isner (2) Jack Sock (3)               | Santiago González Édouard Roger-Vasselin   | 7:64, 6:3                                  |
| Indian Wells   | 2021 | John Peers Filip Polášek                   | Aslan Karazew Andrei Rubljow               | 6:3, 7:65                                  |
| Indian Wells   | 2020 | abgesagt                                   | abgesagt                                   | abgesagt                                   |
| Indian Wells   | 2019 | Nikola Mektić (1) Horacio Zeballos         | Marcelo Melo Łukasz Kubot                  | 4:6, 6:4, [10:3]                           |
| Indian Wells   | 2018 | John Isner (1) Jack Sock (2)               | Bob Bryan Mike Bryan                       | 7:64, 7:62                                 |
| Indian Wells   | 2017 | Raven Klaasen Rajeev Ram                   | Łukasz Kubot Marcelo Melo                  | 6:71, 6:4, [10:8]                          |
| Indian Wells   | 2016 | Pierre-Hugues Herbert Nicolas Mahut        | Vasek Pospisil Jack Sock                   | 6:3, 7:65                                  |
| Indian Wells   | 2015 | Vasek Pospisil Jack Sock (1)               | Simone Bolelli Fabio Fognini               | 6:4, 6:73, [10:7]                          |
| Indian Wells   | 2014 | Bob Bryan (2) Mike Bryan (2)               | Alexander Peya Bruno Soares                | 6:4, 6:3                                   |
| Indian Wells   | 2013 | Bob Bryan (1) Mike Bryan (1)               | Treat Huey Jerzy Janowicz                  | 6:3, 3:6, [10:6]                           |
| Indian Wells   | 2012 | Marc López (2) Rafael Nadal (2)            | John Isner Sam Querrey                     | 6:2, 7:63                                  |
| Indian Wells   | 2011 | Oleksandr Dolhopolow Xavier Malisse        | Roger Federer Stan Wawrinka                | 6:4, 6:7, [10:7]                           |
| Indian Wells   | 2010 | Marc López (1) Rafael Nadal (1)            | Daniel Nestor Nenad Zimonjić               | 7:68, 6:3                                  |
| Indian Wells   | 2009 | Mardy Fish Andy Roddick                    | Maks Mirny Andy Ram                        | 3:6, 6:1, [14:12]                          |
| Indian Wells   | 2008 | Jonathan Erlich Andy Ram                   | Daniel Nestor Nenad Zimonjić               | 6:4, 6:4                                   |
| Indian Wells   | 2007 | Martin Damm Leander Paes                   | Jonathan Erlich Andy Ram                   | 6:4, 6:4                                   |
| Indian Wells   | 2006 | Mark Knowles (4) Daniel Nestor (4)         | Bob Bryan Mike Bryan                       | 6:4, 6:4                                   |
| Indian Wells   | 2005 | Mark Knowles (3) Daniel Nestor (3)         | Wayne Arthurs Paul Hanley                  | 7:66, 7:62                                 |
| Indian Wells   | 2004 | Arnaud Clément Sébastien Grosjean          | Wayne Black Kevin Ullyett                  | 6:3, 4:6, 7:5                              |
| Indian Wells   | 2003 | Wayne Ferreira (2) Jewgeni Kafelnikow (2)  | Bob Bryan Mike Bryan                       | 6:1, 6:4                                   |
| Indian Wells   | 2002 | Mark Knowles (2) Daniel Nestor (2)         | Roger Federer Maks Mirny                   | 6:4, 6:4                                   |
| Indian Wells   | 2001 | Wayne Ferreira (1) Jewgeni Kafelnikow (1)  | Jonas Björkman Todd Woodbridge             | 6:2, 7:5                                   |
| Indian Wells   | 2000 | Alex O’Brien Jared Palmer                  | Paul Haarhuis Sandon Stolle                | 6:4, 7:65                                  |
| Indian Wells   | 1999 | Wayne Black Sandon Stolle                  | Ellis Ferreira Rick Leach                  | 6:3, 6:4                                   |
| Indian Wells   | 1998 | Jonas Björkman Patrick Rafter              | Todd Martin Richey Reneberg                | 6:0, 6:3                                   |
| Indian Wells   | 1997 | Mark Knowles (1) Daniel Nestor (1)         | Mark Philippoussis Patrick Rafter          | 7:5, 6:4                                   |
| Indian Wells   | 1996 | Mark Woodforde Todd Woodbridge             | Brian MacPhie Michael Tebbutt              | 6:3, 6:4                                   |
| Indian Wells   | 1995 | Tommy Ho Brett Steven                      | Gary Muller Piet Norval                    | 7:6, 6:7, 6:4                              |
| Indian Wells   | 1994 | Grant Connell Patrick Galbraith            | Byron Black Jonathan Stark                 | 7:5, 6:3                                   |
| Indian Wells   | 1993 | Guy Forget (5) Henri Leconte               | Luke Jensen Scott Melville                 | 4:6, 6:2, 7:6                              |
| Indian Wells   | 1992 | Steve DeVries David Macpherson             | Kent Kinnear Sven Salumaa                  | 6:3, 2:6, 6:4                              |
| Indian Wells   | 1991 | Jim Courier Javier Sánchez                 | Guy Forget Henri Leconte                   | 7:6, 6:1                                   |
| Indian Wells   | 1990 | Guy Forget (4) Boris Becker (3)            | Jim Grabb Patrick McEnroe                  | 6:4, 6:3                                   |
| Indian Wells   | 1989 | Jakob Hlasek Boris Becker (2)              | Kevin Curren David Pate                    | 3:6, 6:3, 6:4                              |
| Indian Wells   | 1988 | Guy Forget (3) Boris Becker (1)            | Jorge Lozano Todd Witsken                  | 6:3, 6:3                                   |
| Indian Wells   | 1987 | Guy Forget (2) Yannick Noah                | Boris Becker Eric Jelen                    | 5:7, 7:6, 7:5                              |
| La Quinta      | 1986 | Peter Fleming Guy Forget (1)               | Yannick Noah Sherwood Stewart              | 6:4, 6:3                                   |
| La Quinta      | 1985 | Heinz Günthardt Balázs Taróczy             | Ken Flach Robert Seguso                    | 3:6, 7:6, 6:3                              |
| La Quinta      | 1984 | Bernard Mitton Butch Walts                 | Scott Davis Ferdi Taygan                   | 5:7, 6:3, 6:2                              |
| La Quinta      | 1983 | Brian Gottfried (2) Raúl Ramírez (3)       | Tian Viljoen Danie Visser                  | 6:3, 6:3                                   |
| La Quinta      | 1982 | Brian Gottfried (1) Raúl Ramírez (2)       | John Lloyd Dick Stockton                   | 6:4, 3:6, 6:2                              |
| La Quinta      | 1981 | Bruce Manson Brian Teacher                 | Terry Moor Eliot Teltscher                 | 7:6, 6:2                                   |
| Rancho Mirage  | 1980 | ab dem Halbfinale wegen Regens abgebrochen | ab dem Halbfinale wegen Regens abgebrochen | ab dem Halbfinale wegen Regens abgebrochen |
| Rancho Mirage  | 1979 | Gene Mayer Sandy Mayer (2)                 | Cliff Drysdale Bruce Manson                | 6:4, 7:6                                   |
| Palm Springs   | 1978 | Raymond Moore Roscoe Tanner                | Bob Hewitt Frew McMillan                   | 6:4, 6:4                                   |
| Palm Springs   | 1977 | Bob Hewitt Frew McMillan                   | Marty Riessen Roscoe Tanner                | 7:6, 7:6                                   |
| Palm Springs   | 1976 | Colin Dibley Sandy Mayer (1)               | Raymond Moore Erik van Dillen              | 6:4, 6:7, 7:6                              |
| Tucson         | 1975 | William Brown Raúl Ramírez (1)             | Raymond Moore Dennis Ralston               | 2:6, 7:6, 6:4                              |
| Tucson         | 1974 | Charlie Pasarell Sherwood Stewart          | Tom Edlefsen Manuel Orantes                | 6:4, 6:4                                   |

## Sunshine Double
Das Sunshine Double ist eine Leistung im Tennis, die man erreicht, wenn man im selben Jahr die ATP-Turniere in Indian Wells und in Miami gewinnt.

### Einzel
| Platz | Spieler       | Titel | Jahr(e)                |
| ----- | ------------- | ----- | ---------------------- |
| 1     | Novak Đoković | 4     | 2011, 2014, 2015, 2016 |
| 2     | Roger Federer | 3     | 2005, 2006, 2017       |
| 3     | Jim Courier   | 1     | 1991                   |
| 3     | Michael Chang | 1     | 1992                   |
| 3     | Pete Sampras  | 1     | 1994                   |
| 3     | Marcelo Ríos  | 1     | 1998                   |
| 3     | Andre Agassi  | 1     | 2001                   |

### Doppel
| Platz | Paarung                             | Titel | Jahr |
| ----- | ----------------------------------- | ----- | ---- |
| 1     | Todd Woodbridge Mark Woodforde      | 1     | 1996 |
| 1     | Wayne Black Sandon Stolle           | 1     | 1999 |
| 1     | Mark Knowles Daniel Nestor          | 1     | 2002 |
| 1     | Bob Bryan Mike Bryan                | 1     | 2014 |
| 1     | Pierre-Hugues Herbert Nicolas Mahut | 1     | 2016 |
| 1     | Jakob Hlasek                        | 1     | 1989 |
| 1     | John Isner                          | 1     | 2022 |